# Ľubomír Tamaškovič
Ľubomír Tamaškovič (10. září 1944 Nitra – 29. března 2013 Bratislava) byl slovenský jazzový saxofonista.

## Kariéra
Ovlivněný byl například Johnem Coltranem a Dexterem Gordonem. V šedesátých letech hrál v různých bratislavských skupinách, spolupracoval například s trumpetistou Lacem Déczim a klavíristou a kontrabasistou Viktorem Hidvéghym. V roce 1966 odešel do Paříže, kde hrál například s kapelou Ray Stepham Soul Pride. Později byl členem skupiny Alana Silvy. Roku 1973 se vrátil do Československa (finance na lístek získal od OSN). Zde hrál s různými hudebníky, jako byli například Ladislav Gerhardt, Gabo Jonáš a Emil Viklický. V roce 2008 o něm byl natočen dokumentární film Jas is Jazz. Zemřel ve spánku pravděpodobně na následky rakoviny. Režiséři Filip Remunda a Robert Kirchhoff se jemu a dvěma dalším jazzovým hudebníkům, kteří odešli do zahraničí (Laco Déczi a Jan Jankeje), věnovali v dokumentu Pára nad řekou z roku 2015.